# Идельское сельское поселение
И́дельское сельское поселение — муниципальное образование в составе Сегежского района Республики Карелия Российской Федерации.. Административный центр — посёлок Идель. По территории поселения протекает ручей Лавеаручей.

## Население
| 2009 | 2010 | 2012 | 2013 | 2014 | 2015 | 2016 |
| ---- | ---- | ---- | ---- | ---- | ---- | ---- |
| 704  | ↘655 | ↘638 | ↘610 | ↘567 | ↘550 | ↘526 |
| 2017 | 2018 | 2019 | 2020 | 2021 | 2023 |      |
| ↘500 | ↘471 | ↘454 | ↘431 | ↘392 | ↘367 |      |

## Населённые пункты
В состав сельского поселения входит 8 населённых пунктов:
| № | Населённый пункт | Тип населённого пункта | Население |
| - | ---------------- | ---------------------- | --------- |
| 1 | Идель            | посёлок                | ↘436      |
| 2 | Кочкома          | посёлок                | ↘139      |
| 3 | Лососий          | посёлок                | ↘15       |
| 4 | Майгуба          | деревня                | →0        |
| 5 | Майгуба          | посёлок                | ↗1        |
| 6 | при 11 шлюзе ББК | посёлок                | →16       |
| 7 | Сумский          | посёлок                | →0        |
| 8 | Шавань           | станция                | →3        |